# 臭化テトラブチルアンモニウム
臭化テトラブチルアンモニウム（しゅうかテトラブチルアンモニウム、英: Tetrabutylammonium bromide）は、臭化物を含んだ第四級アンモニウム塩であり、一般に相間移動触媒として使用されている。これは、他の多くのテトラブチルアンモニウム塩を塩メタセシス反応によって調製するために使用される。 外見は白色で、無水物の固体である。 
臭化テトラブチルアンモニウムは安価であり、環境に優しく、選択性が高く、操作が簡単で、非腐食性であり、リサイクルも容易である。

## 調製と反応
臭化テトラブチルアンモニウムは、1-ブロモブタンとトリブチルアミンのアルキル化によって調製することができる。
また、臭化テトラブチルアンモニウムは、塩メタセシス反応によってテトラブチルアンモニウムカチオンの他の塩を調製するために使用される。
さらに、置換反応のための臭化物イオンの供給源として機能する。これは、一般的に使用される相間移動触媒の1つである。融点は100 ℃強であり、他の試薬の存在下では融点が下がるため、イオン液体と見なすことができる。

### セミクラスレート形成における役割
臭化テトラブチルアンモニウムは、セミクラスレートハイドレートの形成における熱力学的促進剤として広く研究されており、ガスハイドレートの形成に必要な圧力-温度条件を大幅に引き下げている。